# Eberlein–Šmulians sats
Inom matematiken, speciellt inom funktionalanalys, är Eberlein–Šmulians sats, uppkallad efter William Frederick Eberlein och Witold Lwowitsch Šmulian, ett resultat som relaterar tre olika slag av svag kompakthet i ett Banachrum.

## Användningar
Eberlein–Šmulians sats är viktig inom teorin av partiella differentialekvationer och speciellt i samband med Sobolevrum.